# Корнеєва Аліна Олександрівна
Аліна Олександрівна Корнеєва (нар. 23 червня 2007 Москва, Росія) — російська теннісистка. В 2023 році виграла два юніорські турніри Великого шолома і відкритий чемпіонат Франції.Чемпіонака юніорського турніру ITF-2023

## Біографія
Народилась 23 червня 2007 року в місті Москва, Росія. В 2021 зайняла друге місце на чемпіонаті Європі серед дівчат до 14 років.
В 2022 році на юніорському турнірі ITF в одиночному розряді завоювала шість титулів. В 2023 році  в фіналі обіграла Мірру Андреєву.